# 552
552 (DLII) var ett skottår som började en måndag i den julianska kalendern.

## Händelser

### Okänt datum
- Prins Shotoku inför buddhism i Japan.
- Theodebald I gifter sig med Waldrada av Lombardiet.
- Östgoterna lider nederlag i närheten av Nuceria.
- Italien blir en bysantinsk provins, kallad "Exarkatet".

## Avlidna
- Totila, ostrogoternas siste betydande kung.
- Teia (552 eller 553), ostrogoternas siste kung.